# Leslain Baird
Leslain Baird (ur. 5 maja 1987) – gujański lekkoatleta specjalizujący się w rzucie oszczepem.
W 2023 roku otrzymał brązowy medal igrzysk obu Ameryk.
Wielokrotny rekordzista kraju. Rekord życiowy: 78,65 (6 czerwca 2018, Cochabamba) – rezultat ten jest aktualnym rekordem Gujany.